# (207028) 2004 VN60
(207028) 2004 VN60 (2004 VN60, 2002 CH64) — астероїд головного поясу, відкритий 10 листопада 2004 року.
Тіссеранів параметр щодо Юпітера — 3,569.